# Allons boire ailleurs
Allons boire ailleurs est une émission de télévision documentaire québécoise qui explore les différentes boissons et cocktails fabriqués à travers le monde. Elle est animée par Vanessa Pilon et est diffusée sur les ondes de la chaîne TV5 Québec Canada depuis octobre 2020.

## Synopsis
Vanessa Pilon parcours le monde à la recherche de boissons uniques et originales, alcoolisées ou non, qui sont prisées par les habitants de chaque pays qu'elle visite. À travers l'exploration des saveurs, des textures et des effets de ces boissons, elle va à la rencontre des gens, de leur culture et de leur histoire. Par exemple, elle rencontre la première vingeronne noire d'Afrique du Sud et en discutant avec elle, découvre toute l'histoire et les problématiques liées à la ségrégation qui ont marqué et transformé ce pays.

## Épisodes
La première saison devait comporter treize épisodes, se déroulant dans treize pays différents, mais les tournages ont dû être interrompus en raison de la crise sanitaire liée à la Pandémie de Covid-19 de 2020,.
Les six épisodes de la première saison présentent plusieurs destinations et les boissons qui y sont prisées.
1. Afrique du Sud - Bière, vin, tisane de rooibos
2. Mexique - Mezcal, chocolat chaud, infusions
3. Grèce - Ouzo, retsina, tsikoudia
4. Cambodge - Vin de palme, alcool de riz, jus de soja
5. Guatemala - Quetzalteca, café, atole, incaparina
6. Brésil - Cachaça, chimarrao, boisson d'açaï, ayahuasca